# Бутаков, Александр Михайлович
Александр Михайлович Бутаков (1851—1936) — генерал от инфантерии (1913), военный писатель.

## Биография
Родился 21 июня (3 июля) 1851 года, сын лейтенанта Михаила Александровича Бутакова (двоюродного брата известных адмиралов Алексея и Григория Бутаковых). Поступил 17 апреля 1868 года в Морской корпус кадетом и в 1872 году был выпущен гардемарином в Черноморский флот; 8 мая 1873 года был произведён в мичманы.
Произведённый 1 января 1877 года в лейтенанты, Бутаков принял участие в начавшейся войне против Турции, сражался на Дунае, за отличие был в 1878 году награждён орденами Св. Станислава 3-й степени и Св. Анны 3-й степени с мечами и бантом.
В 1879 году Бутаков был переведён в гвардейскую пехоту, 29 июля переименован в поручики и после зачисления в лейб-гвардии Преображенский полк сдал вступительные экзамены в Николаевскую академию Генерального штаба. 30 августа 1880 года получил чин штабс-капитана. В 1882 году он окончил курс наук по первому разряду и 24 ноября был произведён в капитаны Генерального штаба с назначением старшим адъютантом штаба 33-й пехотной дивизии.
24 апреля 1883 года Бутаков был переведён на должность младшего делопроизводителя канцелярии Военно-учёного комитета и 30 августа того же года получил чин подполковника. 18 сентября 1884 года он получил должность военного агента в Берлине, которую занимал последующие десять лет; 24 апреля 1888 года был произведён в полковники.
16 мая 1897 года Бутаков вернулся в Россию и был назначен командиром 30-го пехотного Полтавского полка. 18 августа 1899 года с производством в генерал-майоры возглавил лейб-гвардии Санкт-Петербургский полк, причём 22 марта 1901 года занял должность командира 2-й бригады 3-й гвардейской пехотной дивизии, сдал свой полк следующему командиру 2 июля того же года. 7 декабря 1904 года Бутаков был назначен командующим 7-й пехотной дивизией, 6 декабря 1906 года произведён в генерал-лейтенанты и на следующий день был утверждён в занимаемой должности.
30 декабря 1913 года Бутаков вышел в отставку с производством в генералы от инфантерии.
После Октябрьской революции Бутаков эмигрировал в Швейцарию и скончался 7 июля 1936 года в Лозанне.
Бутаков оставил после себя ряд статей и книг, посвященным разным отраслям военного дела и военной истории. Вот основные из них:
- Мобилизация и посадка на суда экспедицианного корпуса в Англии. // «Военный сборник». — 1884. — № 6
- Снаряжение английских войск в египетскую экспедицию. // «Военный сборник». — 1884. — № 10
- Вооружённые силы Японии и Китая. Сборник географических, топографических и статистических материалов по Азии. Вып. III. — СПб., 1883
- Обзор войн европейцев против Китая в 1840—1842, 1856—1858, 1859 и 1860 годах. Сборник географических, топографических и статистических материалов по Азии. Вып. VIII. — СПб., 1884 (совместно с А. Е. Тизенгаузеном)
  - современное издание: [militera.lib.ru/h/butakov_tizengauz/index.html Опиумные войны. Обзор войн европейцев против Китая в 1840-1842, 1856-1858, 1859 и 1860 годах.] — М.: АСТ, 2002. — ISBN 5-17-012435-X.

## Награды
Российские
- Орден Святого Станислава 3-й ст. (1878)
- Орден Святой Анны 3-й ст. с мечами и бантом (1878)
- Орден Святого Станислава 2-й степени (1883)
- Орден Святого Владимира 4-й степени (1886; за беспорочную 25-летнюю службу в обер-офицерских чинах Указом от 21.12.1913 к данному ордену пожалован бант)
- Орден Святой Анны 2-й степени (1891)
- Орден Святого Владимира 3-й степени (1894)
- Орден Святого Станислава 1-й степени (1902)
- Орден Святой Анны 1-й степени (1909 год)

Иностранные
- Крест «За переход через Дунай» (Румыния, 1879)
- Орден Короны 2-й степени (Пруссия, 1884)
- Орден Альбрехта, командор 2-го класса (Саксония, 1890)
- Орден Красного орла 2-й степени (Пруссия, 1890; знаки с бриллиантами пожалованы в 1892)
- Орден «За военные заслуги» степени командора (Бавария, 1892)
- Орден Меджидие 2-й степени (Турция, 1897)